# Angels Football Club
Maillots
L'Angels Football Club est un club de football basé à Gibraltar. Fondé en 2014, il évolue en deuxième division gibraltarienne.

## Historique
L'Angels Football Club est fondé en juillet 2014 par Edmund Hosken. Il intègre le championnat de première division dès sa deuxième saison d'existence, après avoir bataillé avec le Gibraltar United FC, futur champion de deuxième division, et l'Europa FC, lors de la saison 2014-15.
Le club termine 10e et bon dernier du championnat de première division et redescend lors de la saison 2016-2017 en deuxième division.
Après un bon début de saison 2017-2018, le club est reconnu coupable de violations des règles de la fédération gibraltarienne concernant les quotas de joueurs, amenant à la révocation de sa licence et son exclusion de la deuxième division avec l'annulation de l'intégralité de ses résultats le 2 février 2018.

## Bilan sportif

### Palmarès
- Championnat de Gibraltar de D2
  - Vice-champion : 2015

### Bilan par saison
| Saison    | Championnat | Championnat             | Championnat             | Championnat             | Championnat             | Championnat             | Championnat             | Championnat             | Championnat             | Championnat             | Rock Cup         |
| Saison    | Division    | Pos                     | Pts                     | J                       | V                       | N                       | D                       | BP                      | BC                      | Diff                    | Rock Cup         |
| --------- | ----------- | ----------------------- | ----------------------- | ----------------------- | ----------------------- | ----------------------- | ----------------------- | ----------------------- | ----------------------- | ----------------------- | ---------------- |
| 2014-2015 | 2e          | 2e                      | 65                      | 26                      | 21                      | 2                       | 3                       | 76                      | 20                      | +56                     | Deuxième tour    |
| 2015-2016 | 1re         | 10e                     | 9                       | 27                      | 3                       | 0                       | 24                      | 20                      | 107                     | -87                     | Quarts de finale |
| 2016-2017 | 2e          | 8e                      | 13                      | 16                      | 4                       | 1                       | 11                      | 17                      | 66                      | -49                     | Premier tour     |
| 2017-2018 | 2e          | Exclu de la compétition | Exclu de la compétition | Exclu de la compétition | Exclu de la compétition | Exclu de la compétition | Exclu de la compétition | Exclu de la compétition | Exclu de la compétition | Exclu de la compétition | Premier tour     |

## Identité visuelle

Logo actuel